# Sarkoidoza
Sarkoidoza je bolest nepoznatog uzroka, koju karakterizira stvaranje karakterističnih nakupina upalnih stanica, granulom, u različitim organima.
U oboljelih najčešće nalazimo granulom bez kazeozne nekroze, te su najčešće zahvaćani organi ovim promjenama pluća i intratorakalni limfni čvorovi, ali može biti zahvaćen svaki organ u tijelu. Sarkoidoza može biti asimptomatska, akutna ili kronična. 
Bolest se najčešće manifestira općim simptomima kao što su npr. povišena tjelesna temperatura, gubitak tjelesne težine (anoreksija), bol u zglobovima (artalgija), te plućnim kao što su npr. otežano disanje (dispneja), kašalj, bolovi u prsima i iskašljavanjem krvi (hemoptiza).
Bolest može zahvatiti na različite načine kožu (npr. nodozni eritem, lupus pernio, makularopapularni plakovi), oči (prednji ili stražnji granulomatozni uveitis, lezije spojnice, plakovi bjeloočnice), srce (kardiomiopatija, smetnje provođenja) ili živčani sustav (klijenuti moždanih živaca, poremećaji hipotalamusa ili hipofize, limfocitni meningitis).
Za potvrđivanje bolesti je potrebna biopsija i analiza patoloških promjena. Vrlo često se dijagnoza potvrdi isključivanjem ostalih bolesti. Velik dio oboljelih ne treba nikakvo liječenje. Bolest najčešće spontano uspori svoj tijek, te rijetko dovodi do smrti. U liječenju se koriste imunsupresivni lijekovi (kao što su npr. kortikosteroidi, ciklofosfamid, azatioprin, metotreksat).
Löfgrenov sindrom i Heerfordt-Waldenströmov sindrom su dva akutna oblika sarokoidoze.

## Heerfordt-Waldenströmov sindrom
Heerfordt-Waldenströmov sindrom je oblik akutne sarkoidoze koji karakterizira povišena tjelesna temperatura, povećanje zaušne žlijezde, anteriorni uveitis i pareza ličnog živca. Sindrom je prvi opisao danski oftalmolog Christian Frederick Heerfordt 1909.g. Prvotno je pripisan mumpsu, a kao poseban oblik sarkoidoze opisao ga je 1937. švedski liječnik Jan G. Waldenström.

## Löfgrenov sindrom
Löfgrenov sindrom je oblik akutne sarkoidoze koji karakterizira povišena tjelesna temperatura, nodozni eritem, povećanje limfnih čvorova hilusa pluća i bol u zglobovima. Oblik je 1953. prvi opisao švedski liječnik Sven Halvar Löfgren.
|  | Molimo pročitajte upozorenje o korištenju medicinskih informacija. Ne provodite liječenje bez savjetovanja s liječnikom! |